# Аномія сідлоподібна
Аномія сідлоподібна (Anomia ephippium) — вид двостулкових молюсків родини Anomiidae.

## Розповсюдження
A. ephippium зустрічається в основному в захищених умовах у низьких припливних і субліторальних зонах. Мешкає на глибині від 25 до 200 м.
Вони поширені уздовж узбережжя по всьому світу. Вони зустрічаються на південному та західному узбережжі Британії, простягаючись на північ до Шетландських островів, а також на всіх узбережжях Ірландії. Вони також зустрічаються вздовж Атлантичного узбережжя Сполучених Штатів від Массачусетсу до Флориди. Зокрема в регіоні Массачусетс, вони зазвичай зустрічаються в регіоні Вудс-Хол.

## Фізіологія
A. ephippium широко відомий як дзвінка раковина або сідлоподібна устриця. Описано, що A. ephippium має увігнуті напівпрозорі мушлі помаранчевого, жовтого та лососеподібного кольорів. A. ephippium має тонку, крихку, напівпрозору оболонку розміром 2–3 см, структуровану шаруватим кальцитом. Усередині самої двостулкової молюски може бути виявлена тонка плоска раковина, розташована під клапаном зразка. Коли живуть, їх зазвичай можна знайти прикріпленими до інших черепашок або каменів, а також їх можна знайти прикріпленими до устриць. Механізм, за допомогою якого вони здатні прикріплюватися до цих поверхонь, полягає в тому, що м'яз проходить через великий отвір, розташований у підклапанній області зразка.

## Спосіб життя
Вони є епіфаунальними видами, що харчуються фільтраторами, які прикріплюються до твердих субстратів бісусом.
Двостулкові зазвичай є гонохоричними, тобто вони мають дві різні статі, але деякі є протандричними гермафродитами, тобто вони можуть змінювати стать протягом свого росту. Життєва стадія Anomia ephippium починається на ембріональній стадії після запліднення. Потім ембріони розвиваються в личинки трохофори, які, як описано, вільно плавають. Після личинкової стадії Anomia ephippium розвивається в двостулкового велигера, який схожий на мініатюрного молюска.